# Joe Cabot
Joe Cabot, geboren als Joseph Claude Caputo (geboren 12. Juli 1921 in Cleveland, Ohio; gestorben 7. März 2016 in West Nyack, New York) war ein US-amerikanischer Jazztrompeter, Komponist und Bandleader.

## Leben
Joseph C. Caputo entstammte einer musikalischen Familie, namentlich sein Vater Joseph und sein Onkel August waren aktive Musiker. Dass der talentierte Junge schließlich Profimusiker werden wollte, das lag nahe. Bereits 1938 durchreiste er die Vereinigten Staaten mit dem Army Calvary Orchestra. Etwa 1940 wurde Joe Sideman beim Jazzorchester Gene Krupas. Weil ihn in Musikerkreisen ohnehin alle so nannten, amerikanisierte er seinen Ursprungsnamen zu Joe Cabot. Engagements beim Dorsey Brothers Orchestra sowie den Bands von Claude Thornhill und Artie Shaw folgten. Peter Levinson zitierte Cabot in seiner Biografie über Tommy Dorsey: „When you were with big bands in those days you lived in an iron lung in that bus. But you were part of a family.“
Stilistisch war er hoch geschätzt für sein emphatisches Phrasieren und seine virtuose Handhabung des Harmon-Dämpfers oder Plunger-Dämpfers. Seine Original-Komposition "Slow Down, Sugar, Take Your Time," wurde vom Musikkritiker John Wilson sehr gelobt und in das Repertoire des Nat Cole Trios aufgenommen.
In seiner über sechs Jahrzehnte umspannenden Musikerlaufbahn spielte er die Trompetenparts für die Sängerinnen Peggy Lee, Ruth Brown, Chris Connor, Eartha Kitt, Anita O’Day, Fran Warren sowie Tony Bennett. Auch für die Bandleader Dizzy Gillespie, Gerry Mulligan, Oscar Peterson und Stan Getz war der versierte Trompeter und Flügelhornist tätig. Sowohl mit Harry James als auch mit Fran Warren verband ihn eine viele Jahre währende musikalische Partnerschaft sowie persönliche Freundschaft. Für die renommierte Jazzsängerin leitete Cabot zum Beispiel 1981 eine 8-köpfige Begleitband für ihre Auftritte im New Yorker Jazzclub Michael's Pub.  Rund dreißig Jahre lang trat er auch im US-Fernsehen auf als Teil der Cerebral Palsy und Muscular Dystrophy Telethons.
Der Musiker hinterließ eine Ehefrau, zwei Töchter, darunter die Schauspielerin Christina Cabot, und drei Enkelkinder.

## Diskografische Anmerkungen
- Ruth Brown - Late Date With Ruth Brown, Atlantic 1959
- Chris Connor - Witchcraft, Atlantic 1959
- Fran Warren - ...Come Into My World, Audio Fidelity 1968
- Kamahl - Live At Carnegie Hall, Philips 1976 (J. Cabot als Dirigent)
- Enzo Stuarti - Falling in Love with Love, 1994 (als Produzent)
- Eartha Kitt - Eartha-quake, 1994
- Charlie Ventura - 1949-1951, 2003
- Ruth Brown - Only the Best of Ruth Brown, 2008

## Belege
1. ↑  Nachruf auf Joe Cabot
2. ↑  Tommy Dorsey: Livin’ in a Great Big Way von Peter Levinson, S. 60
3. ↑  Pop and Jazz: Fran Warren, Joe Cabot, New York Times vom 31. Oktober 1982, abgerufen am 24. März 2016
4. ↑  Joe wird ausgiebig zitiert in Peter Levinsons James’ Biographie "Trumpet Blues: The Life of Harry James" aus dem Jahr 1999
5. ↑  Going Out Guide NYC, New York Times vom 17. Februar 1981, abgerufen am 24. März 2016

| Personendaten    | Personendaten                                             |
| ---------------- | --------------------------------------------------------- |
| NAME             | Cabot, Joe                                                |
| ALTERNATIVNAMEN  | Caputo, Joseph Claude (Geburtsname)                       |
| KURZBESCHREIBUNG | US-amerikanischer Jazztrompeter, Komponist und Bandleader |
| GEBURTSDATUM     | 12. Juli 1921                                             |
| GEBURTSORT       | Cleveland, Ohio                                           |
| STERBEDATUM      | 7. März 2016                                              |
| STERBEORT        | West Nyack, New York                                      |